# Chiesa di San Giuseppe all'Aurelio
La chiesa di San Giuseppe all'Aurelio è un luogo di culto cattolico di Roma situato nel quartiere Aurelio, in via Boccea 362.

## Storia
Fu costruita nel 1970 dall'architetto Ildo Avetta e dedicata a san Giuseppe Marello.
La chiesa fu eretta a parrocchia il 19 giugno 1961 con decreto del cardinale vicario Clemente Micara Quotidianis curis, ed affidata alla congregazione degli Oblati di San Giuseppe d'Asti, che ne sono i proprietari. Dal 1991 è sede del titolo cardinalizio di “San Giuseppe all'Aurelio”.

## Descrizione

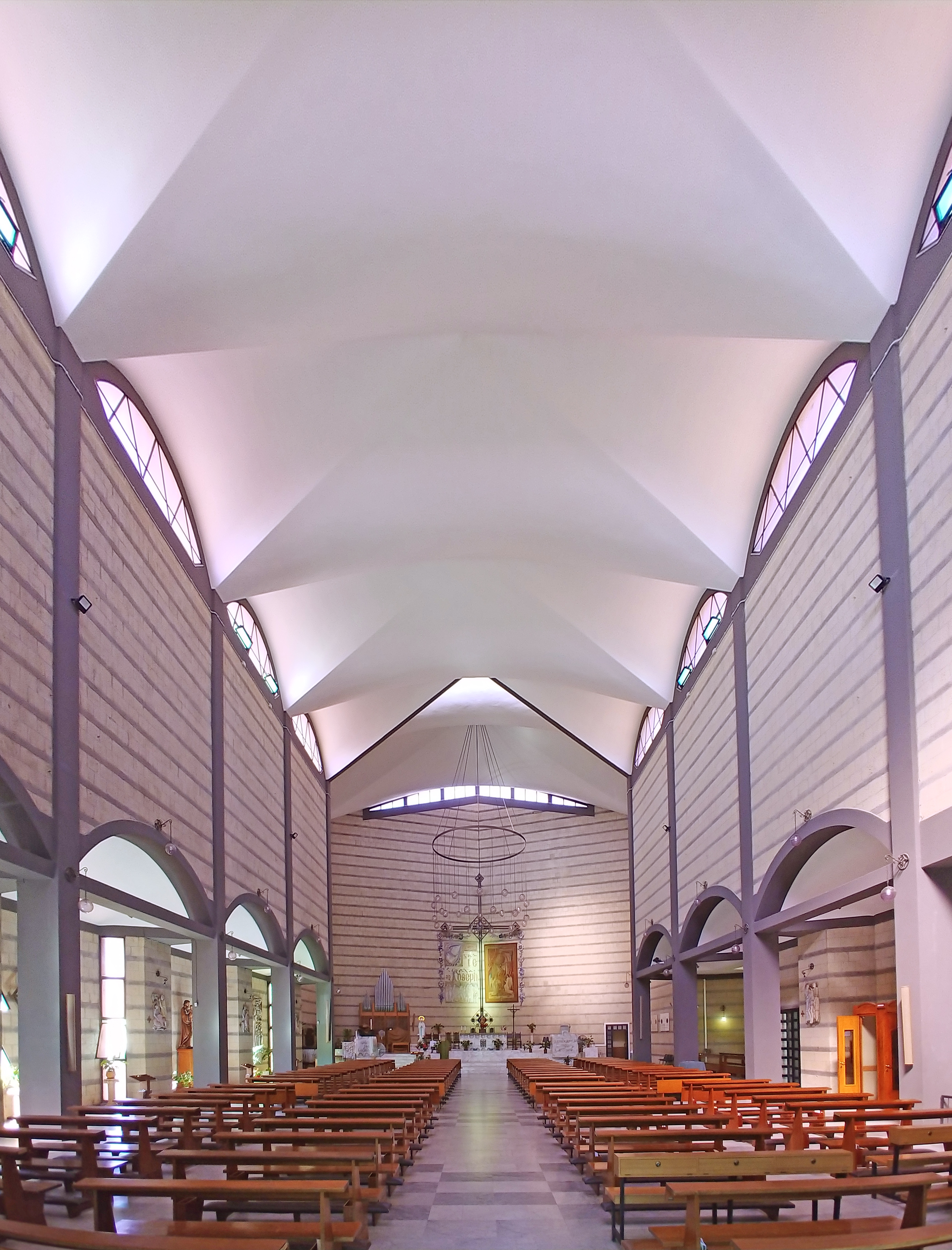
L'interno

La facciata in tufo è tripartita da paraste in cemento. L'ingresso è sormontato da una ceramica raffigurante San Giuseppe con Bambino e angeli.
L'interno è a tre navate, raccordate dall'ampio transetto esagonale, senza abside, dove trova luogo il presbiterio. Sulla parete di fondo è esposto un arazzo raffigurante San Giuseppe con Bambino, ultimato nel 1915, proveniente dal Laboratorio di restauro degli Arazzi del Vaticano e donato da papa Giovanni Paolo II nel 1979. La Via crucis è di Vasco Nasorri: dello stesso è una grande ceramica (del 1986), posta sull'abside, con la rappresentazione di un codice miniato aperto. A fianco dell'altare maggiore una Ultima cena di E. Hotis del 1981 e l'organo a canne a trasmissione elettrica con sistema multiplo e 44 registri, costruito nel 2008 da Leonardo Forti.